# Arash Moori
Arash Moori (Birmingham, Regne Unit, 1977) és un artista nascut a Birmingham, on va estudiar belles arts. Des de l'any 2004 forma parella artística amb Ester Mañas (Madrid, 1974), que va conèixer a Hèlsinki quan hi feia un curs de màster d'art Temps i Espai, especialitzat en audiovisuals i instal·lacions. Ambdó s'interessen al so, el temps i l'espai. Arash Moori també fa música i cinema experimental.

## Obra
Esther Mañas i Arash Moori van exposar l'obra Invoking a Demon Landscape a l'Espai 13 de la Fundació Joan Miró a la darreria de 2011. Aquesta instal·lació, que combinava experiències audiovisuals, era la seva primera mostra individual a Barcelona. Era una performance sonora automàtica en la qual es manipulava el so i el seu efecte transformador de l'experiència espacial. Tal instal·lació també inclou la modificació de materials i objectes de l'entorn més immediat, i en modifiquen així la funcionalitat arquitectònica. Amb tot, s'intenta cercar la interacció en forma de pertorbació i confusió en la percepció de l'espectador, des de la qual experimentarà el seu propi espai i crearà la seva pròpia narració.
Una de les seves obres, amb col·laboració d'Ester Mañas, és Tones in the voice of shadows, instal·lació que fou exposada en la Estación experimental: perdidos en el espacio del LABoral Centro de Arte y Creación Industrial. És una peça d'art que, durant dos anys, ha sigut reiteradament adaptada a diversos espais patint així una notable evolució. L'espectador hi pot experimentar els canvis que es donen en l'espai a conseqüència dels efectes de la llum i les característiques acústiques d'aquest, de tal manera que els artistes manipulen l'espai i la mateixa experiència. L'interès rau en l'accentuació o creació d'una experiència espacial partint d'una agitació d'aquesta. Arash Moori mateix ho interpreta també com un treball escultòric pel qual el públic se sent dins de l'obra.
Altres de les seves obres són la instal·lació audiovisual September at the hotel Ozon (2010) o Inside the Beehive, exposada a Arco i que consistia en un passadís que entrava a una habitació en la qual hi havia la figura del tocadiscs, molt comuna en les seves obres.